# Алткирх
Алткирх (фр. Altkirch) насеље је и општина у источној Француској у региону Алзас, у департману Горња Рајна која припада префектури Алткирх.
По подацима из 2011. године у општини је живело 5.761 становника, а густина насељености је износила 603,88 становника/km². Општина се простире на површини од 9,54 km². Налази се на средњој надморској висини од 310 метара (максималној 392 m, а минималној 274 m).

## Демографија
| 1962. | 1968. | 1975. | 1982. | 1990. | 1999. | 2011. |
| ----- | ----- | ----- | ----- | ----- | ----- | ----- |
| 4.246 | 5.118 | 5.319 | 5.268 | 5.090 | 5.386 | 5.761 |

График промене броја становника у току последњих година